# 英属圭亚那工党
英属圭亚那工党（英語：British Guiana Labour Party，缩写为BGLP）是英属圭亚那的一个政党。
该党于1946年6月成立，其领导层包括荣·巴哈杜尔·辛格、J·A·尼科尔森、休伯特·纳撒尼尔·克里奇洛和阿什顿·蔡斯。在1947年英属圭亚那大选中，该党竞选14个席位中的13个，赢得其中5个，成为立法委员会中最大的政党。
1949年，福布斯·伯纳姆成为该党的领袖。1950年1月1日，该党与政治事务委员会合并为人民进步党。